# Tochigi TV
Tochigi TV (とちぎテレビ, Tochigi Terebi), sovint abreujat com a Tochi-tere (とちテレ) o GYT és una cadena de televisió generalista d'àmbit prefectural fundada l'any 1997 a la ciutat d'Utsunomiya, a la prefectura de Tochigi, Japó. Tot i no tindre una emissora de ràdio, Tochigi TV té en propietat el 88,2% de l'accionariat de la Companyia de Ràdio de Tochigi, l'emissora de ràdio local i pertany a l'Associació Japonesa d'Emissores Independents de Televisió, una xarxa que arreplega les emissores de televisió que no es troben a les xarxes dels canals privats majoritaris i que tenen una major implicació de servei públic a la prefectura que es troben.
Com a curiositat, cal assenyalar que el govern prefectural de Tochigi posseeix el 20,7% (2020) de les accions del canal, fent de Tochigi TV l'emissora de televisió del Japó amb més inversió pública després de l'NHK, la televisió nacional. Tochigi TV fou el darrer canal de televisió del Japó en implantar el sistema de Televisió Digital Terrestre, l'any 2005.

## Història
- 14 de maig de 1997: S'estableix la societat.
- 1 d'abril de 1999: Comencen les emissions regulars de Tochigi TV.
- 30 de juny de 2004: Degut a una errada a les emissions, la senyal es talla vora les 15:00 hores durant 2 hores i 31 minuts.
- 1 de desembre de 2005: Comencen les emissions en TDT, tot i que només a l'emissor d'Utsunomiya.
- 1 de desembre de 2006: L'emissor de Yaita comença a emetre en TDT.
- 6 de gener de 2007: Retransmissió de la 85na edició del Campionat Nacional de Futbol de Batxillerat. Aquesta fou la primera emissió del canal en só envoltant 5.1
- 25 de desembre de 2007: L'emissor d'Ashikaga comença a emetre en TDT.
- 3 de març de 2008: L'emissor d'Imaichi (Nikko) comença a emetre en TDT.
- 1 d'abril de 2008: S'estrena el nou logotip del canal amb el nom de "Tochi Tele".
- 16 de març de 2009: L'emissor de Kanuma comença a emetre en TDT.
- 21 de febrer de 2011: Comencen les emissions en HD, amb la marca d'aigua del logo a les emissions digitals.
- 24 de juliol de 2011: Finalitzen definitivament les emissions analògiques.
- 1 d'abril de 2015: Canvia el logotip del canal.